# 拉茨·耶努

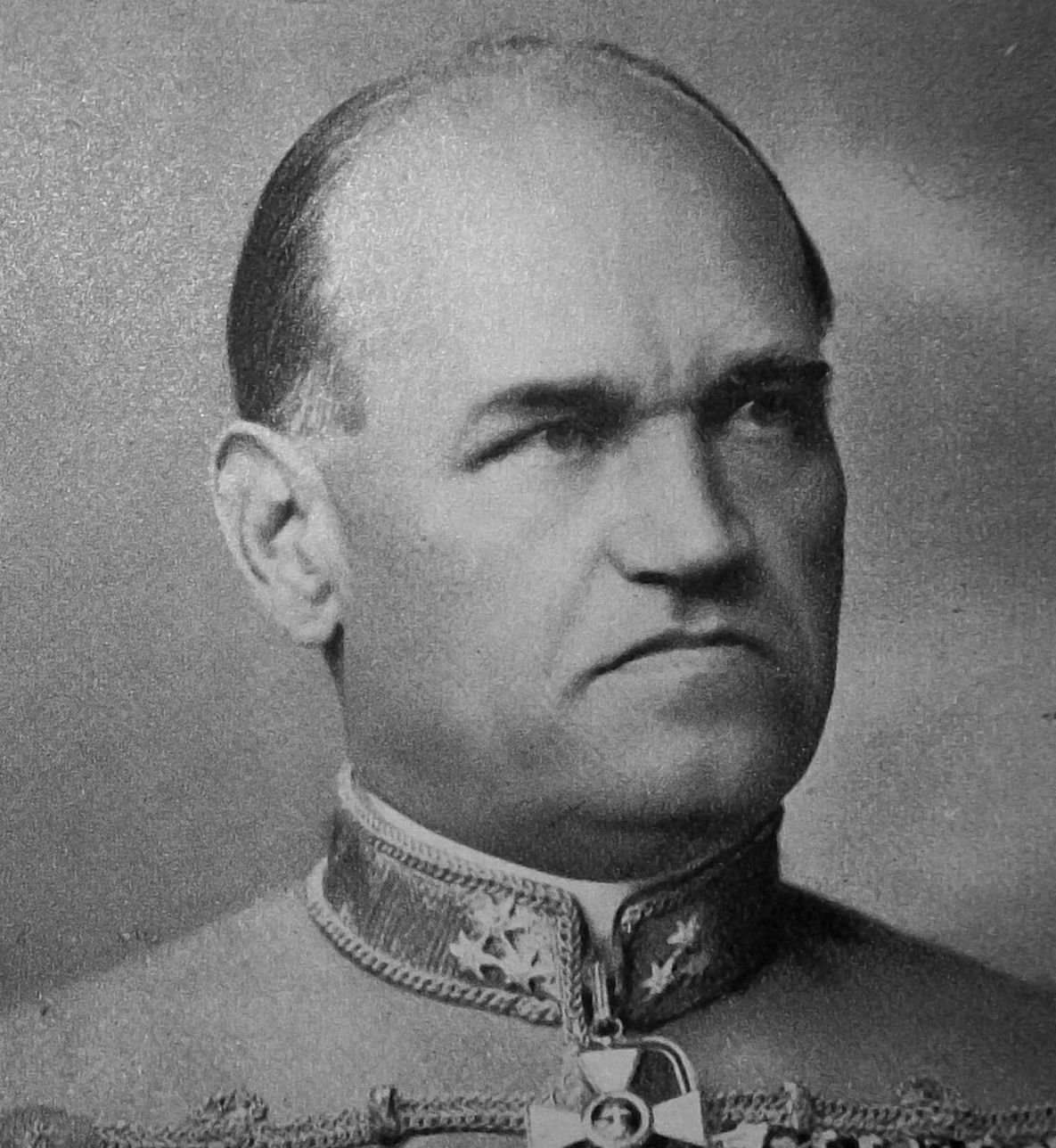
拉茨·耶努

拉茨·耶努（Vitéz Jenő Rátz de Nagylak，1882年9月20日—1952年1月21日）是一位匈牙利军官、政客，曾在1938年任匈牙利王国国防大臣。
拉茨曾参加过一战。在匈牙利苏维埃共和国时期，他曾服役于国民军。1936年10月1日，拉茨出任匈牙利王家陆军总参谋长，后出任国防大臣。他后来还在匈牙利国会担任过议员、不管部长以及副首相。战后，匈牙利人民法庭判处拉茨死刑，本将被行刑队枪决的他后来获得减刑，刑罚减为终生监禁。拉茨于1952年死于狱中。